# Sida goyazensis
Sida goyazensis är en malvaväxtart som beskrevs av K. Schum. Sida goyazensis ingår i släktet sammetsmalvor, och familjen malvaväxter. Inga underarter finns listade i Catalogue of Life.